# Jaguar XF
O XF é um automóvel de luxo produzido pela empresa britânica Jaguar. Criado para substituir o Jaguar S-Type, que cessou a produção em 2007 no Reino Unido e em 2008 em outros mercados. A versão de produção do XF estreou no Salão de Frankfurt, em 2007, e começou a ser vendida em março de 2008.